# Panulirus cygnus
Panulirus cygnus is een tienpotigensoort uit de familie van de Palinuridae. De wetenschappelijke naam van de soort is voor het eerst geldig gepubliceerd in 1962 door George.